# オーギュスト・ラギレルミー
オーギュスト・ラギレルミー (仏：Auguste Laguillermie、1841年3月27日 - 1934年12月15日）はフランスの版画家、エッチング作家、 画家。彼はフランスエッチング作家協会を設立し、アルフレッド・カダールの出版社で働いた。

## 経歴
オーギュスト・ラギレルミー（本名：フレデリック・オーギュスト・ラギレルミー）は、父親の版画家、フレデリック＝ギヨーム・ラギレルミーと、母親のウージェーネ・イメとの間にパリで生まれた。彼は父親が地理学者、ヴィクトル・ジュール・ルバスールの地図を製作していたサン＝ジャック通りにあるレイノー製作所で副彫版技師として働いていた。したがって、父親と息子の作品を混同することは避けなければならない。とは言え、彼が幼い頃に工房で父親の版画製作の芸術とその技法に感化されたことは間違いない。オーギュスト・ラギレルミーは、1861年にパリ国立高等美術学校に入学し、レオポール・フラマンのエッチング工房と、ウィリアム・アドルフ・ブグローの絵画アトリエに頻繁に通った。彼は1863年にサロン・ド・パリに初出展し、1866年のローマ賞でグランプリを獲得した。
その後、ローマのヴィラ・メディチの住人となり、同地に4年間滞在した。1869年の終わり、彼はアンリ・ルニョーとともにスペインに滞在し、ディエゴ・ベラスケスなどの巨匠の作品を模写した。パリ攻囲戦が始まると、二人はパリに戻って従軍した。ルニョーはビュザンヴァルの戦いで死亡し、ラギレルミーはパリ・コミューンの間にパリに戻り、 ラ・ロシェルに避難していたブグローのアトリエを占領した。その後、彼はサロンに出展を続け、1877年に銀賞を受賞し、1890年には名誉勲章を受章した。
いくつかのオリジナル作品（絵画・素描・版画）を残したにもかかわらず、彼は本質的に複製版画家としてキャリアを築いた。彼はアルフレッド・カダールによって設立されたエッチング作家協会の創立メンバーの一人で、カダールの作品を数点出版した。カダールの死後、彼は1885年3月20日にフランスエッチング作家協会を設立し、その本部はサンジェルマン大通り117番に置かれた。この協会はオリジナル版画作家と複製版画家を支援し、1886年から、雑誌 L'Album du Salon の編集者であるレオポール・フラマンの監督のもとに運営された。 名誉委員会は、出版者のアンリ・フルーリー、アルフォンス・ルメル、ピエール＝ジュール・エッツェルや、画廊主のジョルジュ・プティなどを含む20名のメンバーで構成されていた。1883年、彼はレジオンドヌール勲章の騎士に任命され、1903年にウィリアム・アドルフ・ブグローの後援で同章の将校に昇進した。
彼は多くの学生を指導し、パリ国立高等美術学校では版画科の教授に任命された。彼は1889年のパリ万博で銀賞を受賞し、1900年にはグランプリを獲得した。彼は1934年12月15日に死去した。彼のパリのアトリエはロベール・エティエンヌ通り4番にあった。
オーギュスト・ラギレルミーのもっとも興味深い作品は、彼自身が描いたスケッチや絵画から製作されたものである。書物のビネットも数多い。彼の作品はパリ国立高等美術学校にある。これはジャン・シメオン・シャルダンとその妻（エッチング、1864年）の2つの肖像画を含む3点の版画で、パリの印刷所 A. Salmon で印刷されたものである。パリのフランス国立図書館（BnF）には3点の版画があり、そのうちの2点は1875年にアルフレッド・カダールによって雑誌の”L'Eau-forte en…”と”L'Illustration nouvelle”に掲載されたが、作品そのものは従前のものである。1889年、版画のコレクターでもある小説家のアンリ・ベラルディは、彼がアンリ・ルグノーの肖像画についても言及した美術雑誌「ガゼット・デ・ボザール」と「L'Artiste」のために製作された版画を挙げている。

## 作品

エッチング
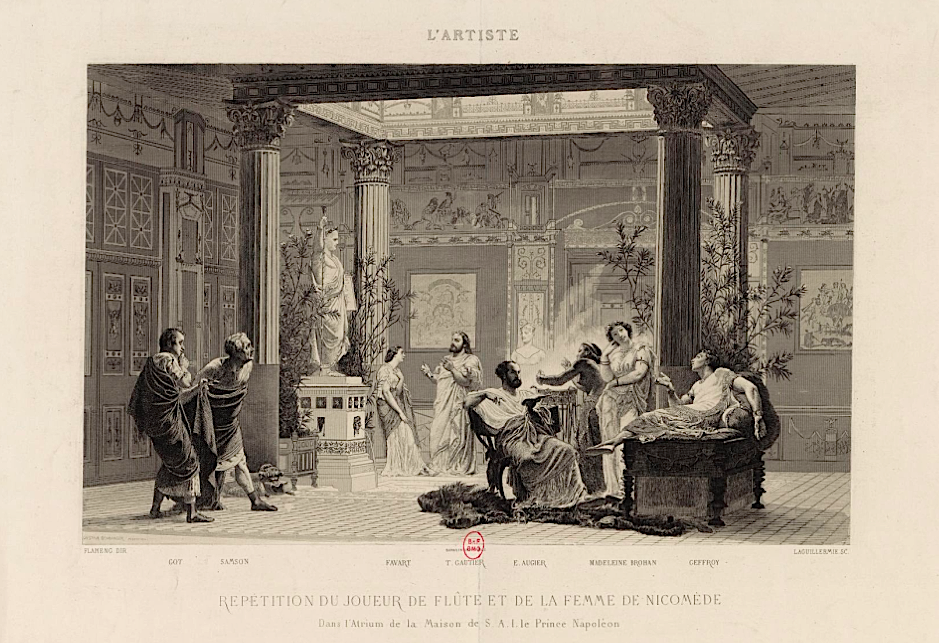
フルートのリハーサル (1861年) ギュスターヴ・ブーランジェ画
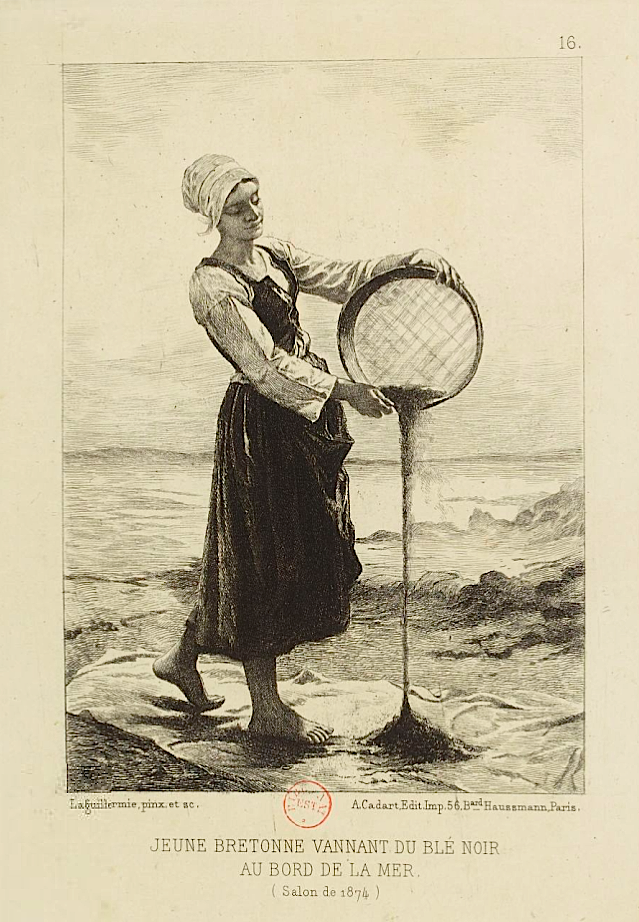
ブルトン人の若い女性 (1875年)
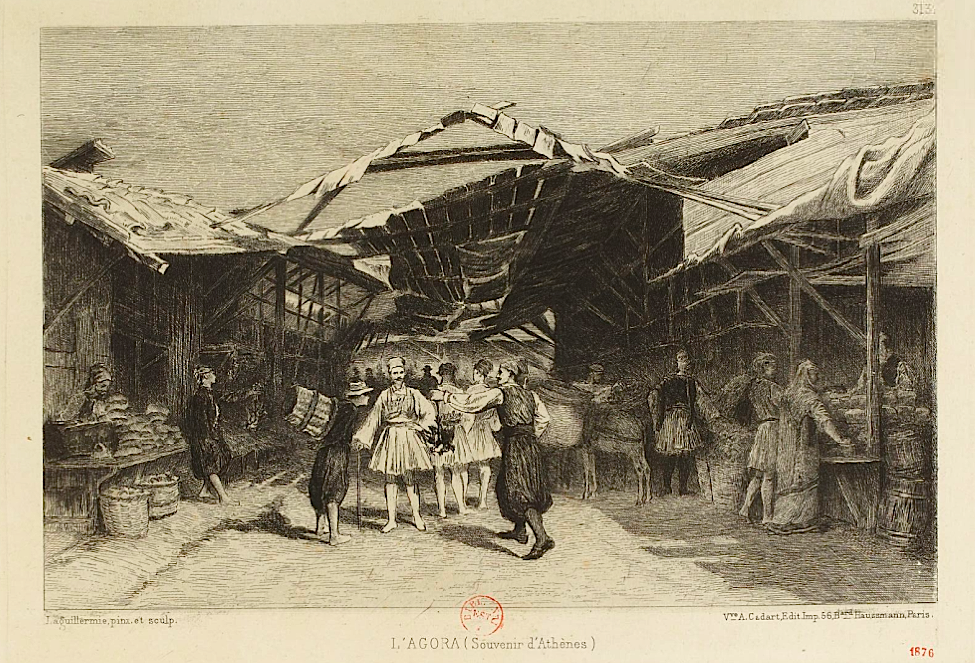
アゴラ (1875年)
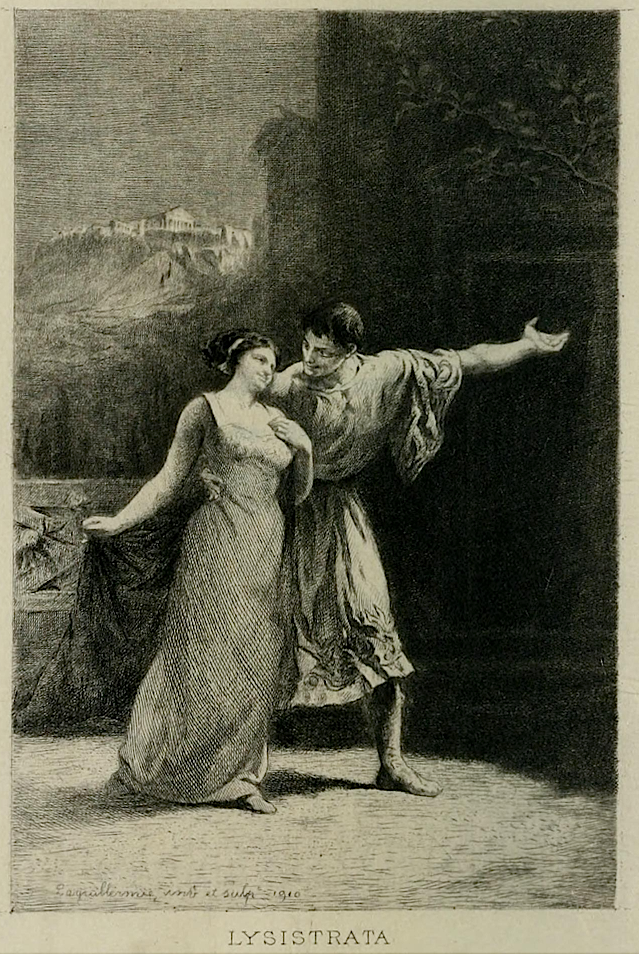
アリストパネス『女の平和』挿画 (1910年)

### パブリック・コレクション
- リトグラフ『リリパット島に鎖で縛られたガリヴァー』 1877年、54.8cm x 76.7cm[8] - ヌムール城博物館 （ヌムール）

### 挿絵
- Arsène Houssaye, Histoire de Léonard de Vinci, frontispice, Paris, Librairie académique Didier, 1869.
- « Les Romans de Voltaire » [collection], cinq volumes comportant douze eaux-fortes, Paris, Librairie des bibliophiles/Jouaust, 1878.
- Bernardin de Saint-Pierre, Paul et Virginie, avec six eaux-fortes, Paris, Librairie des bibliophiles/Jouaust, 1878.
- La vie de Benvenuto Cellini écrite par lui-même, traduction [de] Léopold Leclanché ; notes et index de M. Franco ; illustrée de neuf eaux-fortes et de reproductions des œuvres du maître, Paris, Maison Quantin, 1881.
- A. Laguillermie (direction), La chanson des nouveaux époux par Madame Adam [Juliette Lambert] ; comportant dix dessins par divers artistes gravés à l'eau-forte, Paris, L. Conquet, 1882.
- Almanach des spectacles, eau-forte en frontispice pour certains volumes, Paris, Librairie des bibliophiles [Jouaust-Flammarion successeur], années [1902-1913 ?].

## 教えを受けた著名な学生
- Jules-René Bouffanais
- Raymond Brechenmacher
- Robert Cami
- René Cottet
- Jean Dries
- Paul Lemagny
- Adrien Ouvrier